# Lijst van R-zinnen
Verwijzingen naar R- en S-zinnen kwamen voor op verpakkingen en beschrijvingen van chemische stoffen en hadden betrekking op risico's (R-zinnen) en veiligheidsmaatregelen (S-zinnen). Tussen 2010 en 2015 werden de R- en S-zinnen vervangen door de H- en P-zinnen op basis van de nieuwe EU-verordening Globally Harmonised System of Classification and Labelling of Chemicals (GHS).

## Lijst van R-zinnen

### Enkelvoudige R-zinnen
- R 1: In droge toestand ontplofbaar.
- R 2: Ontploffingsgevaar door schok, wrijving, vuur of andere ontstekingsoorzaken.
- R 3: Ernstig ontploffingsgevaar door schok, wrijving, vuur of andere ontstekingsbronnen.
- R 4: Vormt met metalen zeer gemakkelijk ontplofbare verbindingen.
- R 5: Ontploffingsgevaar door verwarming.
- R 6: Ontplofbaar met en zonder lucht.
- R 7: Kan brand veroorzaken.
- R 8: Bevordert de verbranding van brandbare stoffen.
- R 9: Ontploffingsgevaar bij menging met brandbare stoffen.
- R 10: Ontvlambaar.
- R 11: Licht ontvlambaar.
- R 12: Zeer licht ontvlambaar.
- R 13: Ontvlambaar, samengeperst gas.
- R 14: Reageert heftig met water.
- R 15: Vormt licht ontvlambaar gas in contact met water.
- R 16: Ontploffingsgevaar bij menging met oxiderende stoffen.
- R 17: Spontaan ontvlambaar in lucht.
- R 18: Kan bij gebruik een ontvlambaar of ontplofbaar damp-luchtmengsel vormen.
- R 19: Kan ontplofbare peroxide vormen.
- R 20: Schadelijk bij inademing.
- R 21: Schadelijk bij aanraking met de huid.
- R 22: Schadelijk bij opname door de mond.
- R 23: Giftig bij inademing.
- R 24: Giftig bij aanraking met de huid.
- R 25: in geval van inslikken onmiddellijk een arts raadplegen en de verpakking of het etiket tonen.
- R 25: Giftig bij opname door de mond.
- R 26: Zeer giftig bij inademing.
- R 27: Zeer giftig bij aanraking met de huid.
- R 28: Zeer giftig bij opname door de mond.
- R 29: Vormt giftig gas in contact met water.
- R 30: Kan bij gebruik licht ontvlambaar worden.
- R 31: Vormt giftige gassen in contact met zuren.
- R 32: Vormt zeer giftige gassen in contact met zuren.
- R 33: Gevaar voor cumulatieve effecten.
- R 34: Veroorzaakt brandwonden.
- R 35: Veroorzaakt ernstige brandwonden.
- R 36: Irriterend voor de ogen.
- R 37: Irriterend voor de luchtwegen.
- R 38: Irriterend voor de huid.
- R 39: Gevaar voor ernstige onherstelbare effecten.
- R 40: Carcinogene effecten zijn niet uitgesloten. (vervangen door R-zin 68)
- R 41: Gevaar voor ernstig oogletsel.
- R 42: Kan overgevoeligheid veroorzaken bij inademing.
- R 43: Kan overgevoeligheid veroorzaken bij contact met de huid.
- R 44: Ontploffingsgevaar bij verwarming in afgesloten toestand.
- R 45: Kan kanker veroorzaken.
- R 46: Kan erfelijke genetische schade veroorzaken.
- R 47: Kan geboorteafwijking veroorzaken
- R 48: Gevaar voor ernstige schade aan gezondheid bij langdurige blootstelling.
- R 49: Kan kanker veroorzaken bij inademing.
- R 50: Zeer giftig voor in het water levende organismen.
- R 51: Giftig voor in het water levende organismen.
- R 52: Schadelijk voor in het water levende organismen.
- R 53: Kan in het aquatisch milieu op lange termijn schadelijke effecten veroorzaken.
- R 54: Giftig voor planten.
- R 55: Giftig voor dieren.
- R 56: Giftig voor bodemorganismen.
- R 57: Giftig voor bijen.
- R 58: Kan in het milieu op lange termijn schadelijke effecten veroorzaken.
- R 59: Gevaarlijk voor de ozonlaag.
- R 60: Kan de vruchtbaarheid schaden.
- R 61: Kan het ongeboren kind schaden.
- R 62: Mogelijk gevaar voor verminderde vruchtbaarheid.
- R 63: Mogelijk gevaar voor beschadiging van het ongeboren kind.
- R 64: Kan schadelijk zijn via borstvoeding.
- R 65: Schadelijk. Kan longschade veroorzaken na verslikken.
- R 66: Herhaalde blootstelling kan een droge of gebarsten huid veroorzaken.
- R 67: Dampen kunnen slaperigheid en duizeligheid veroorzaken.
- R 68: Onherstelbare effecten zijn niet uitgesloten.

Opmerking: R-zinnen 13 en 47 bestaan niet (meer).

### Gecombineerde R-zinnen
- R 14/15: Reageert heftig met water en vormt daarbij licht ontvlambaar gas.
- R 15/29: Vormt giftig en licht ontvlambaar gas in contact met water.
- R 20/21: Schadelijk bij inademing en aanraking met de huid.
- R 20/22: Schadelijk bij inademing en opname door de mond.
- R 20/21/22: Schadelijk bij inademing, aanraking met de huid en opname door de mond.
- R 23/24/25: Giftig bij inademing, opname door de mond en aanraking met de huid.
- R 24/25: Giftig bij aanraking met de huid en bij opname door de mond.
- R 26/27/28: Zeer giftig bij inademing, opname door de mond en aanraking met de huid.
- R 36/38: Irriterend voor de ogen en de huid.
- R 36/37/38: Irriterend voor de ogen, de luchtwegen en de huid.
- R 37/38: Irriterend voor de luchtwegen en de huid.
- R 39/23/24/25: Vergiftig: gevaar voor ernstige, onherstelbare effecten bij inademing, aanraking met de huid en opname door de mond.
- R 48/20: Schadelijk: gevaar voor ernstige schade aan de gezondheid bij langdurige blootstelling bij inademing.
- R 48/20/22: Schadelijk: gevaar voor ernstige schade aan de gezondheid bij langdurige blootstelling bij inademing en opname door de mond.
- R 48/23: Giftig: gevaar voor ernstige schade aan de gezondheid bij langdurige blootstelling bij inademing.
- R 48/23/24/25: Giftig: gevaar voor ernstige schade aan de gezondheid bij langdurige blootstelling bij inademing, aanraking met de huid en opname door de mond.
- R 50/53: Zeer giftig voor in het water levende organismen; kan in het aquatisch milieu op lange termijn schadelijke effecten veroorzaken.
- R 51/53: Giftig voor in het water levende organismen. Kan in het aquatisch milieu op lange termijn schadelijke effecten veroorzaken.
- R 52/53: Schadelijk voor in het water levende organismen. Kan in het aquatisch milieu op lange termijn schadelijke effecten veroorzaken.